# Щупаков Леонід Григорович
Леонід Григорович Щупаков (нар. 19 жовтня 1939, Одеса / Біла Церква, УРСР — пом. 28 грудня 2020) — радянський футболіст, захисник та півзахисник.

## Життєпис
Вихованець ФШМ (Київ), тренер — В. Балакін. Розпочинав грати в 1957-1958 роках в команді класу «Б» «Колгоспник» (Полтава). У 1960 році грав за дубль ЦСКА, у 1961 році провів 30 матчів у класі «Б» за СКА (Львів). Грав на цьому рівні за «Колгоспник» (1962), команду міста Серпухова (1962), «Чорноморець» Одеса (1963, 1964 — дубль). У 1965-1966 роках у класі «Б» (D3) виступав за «Автомобіліст» (Одеса). У другій половині сезону 1967 року зіграв три матчі за ЦСКА в чемпіонаті і в півфіналі Кубку СРСР 1966/67. Наступні два роки провів у дублі команди, після чого завершив кар'єру (у 1968 році перебував також у складі «Дунайця» Ізмаїл).
Закінчив Одеський педагогічний інститут ім. К. Д. Ушинського за фахом «Фізичне виховання». З 1982 року — вчитель фізкультури в школі № 1519 Москви. З 2011 року фотографія Щупакова розміщено на Дошці пошани на Строгінського бульвару.
Старший брат Олег також футболіст.